# Sebastian Huber
Sebastian Huber, född 26 juni 1901 i Füssen, död 6 mars 1985 i Füssen, var en tysk bobåkare.
Huber blev olympisk bronsmedaljör i femmansbob vid vinterspelen 1928 i Sankt Moritz.